# صيدناني رمادي القدم
صيدناني رمادي القدم (الاسم العلمي: Tamias canipes) (بالإنجليزية: Gray-footed Chipmunk)‏ هو نوع من الحيوانات يتبع جنس الصيدناني من الفصيلة السنجابية. يتوطن الصيداني رمادي القدم في نيو مكسيكو وتكساس في الولايات المتحدة.